# 查干湖镇
蒙古艾里乡，是中华人民共和国吉林省松原市前郭尔罗斯蒙古族自治县下辖的一个乡镇级行政单位。

## 行政区划
蒙古艾里乡下辖以下地区：
前宝勒太村、蒙古艾里村、云字井村、双昆村、腰初字井村、二家窝堡村、新戎村、外七村、图那嘎村、欣发村、门德村、米占村、重字井村、双丰村、妙音寺村和西索恩图村（查干湖旅游经济开发区）。